# Iglesia de San Andrés (Gréixer)

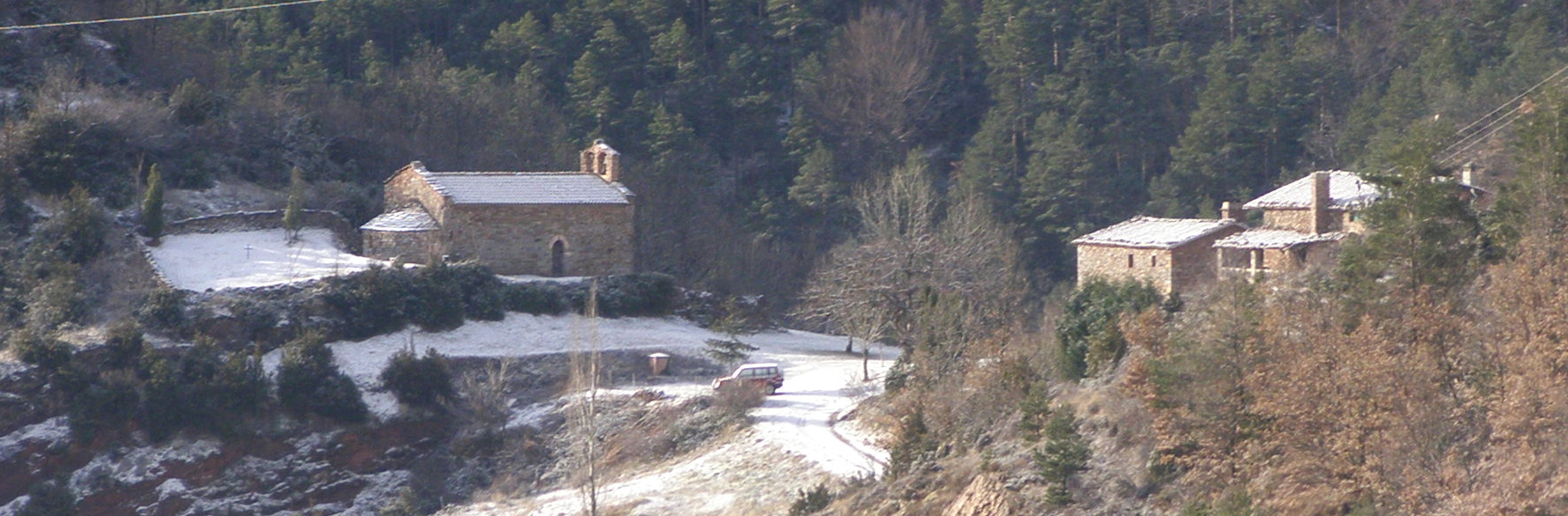
Iglesia de Sant Andreu de Gréixer.

La iglesia de Sant Andreu de Gréixer es una pequeña edificación románica reedificada en el siglo XII sobre otra anterior prerrománica. Se encuentra enclavada en la entidad de población de Gréixer perteneciente al municipio de Guardiola de Berga y situada a los pies de  «Les Penyes Altes» del parque natural del Cadí-Moixeró, perteneciente a la provincia de Barcelona, en la comarca del Bergadá.

## Historia
El acta de consagración de la primitiva iglesia parroquial de Gréixer, tuvo lugar el 13 de diciembre del 871 por el obispo Guisad II de Urgel, donde queda constancia que fue edificada y dotada por el sacerdote Daguí: «el mismo obispo consagró las donaciones hechas por el presbítero y por los hombres de "Garaxer" (Gréixer) a la iglesia con la clara intención que se hacían en remedio de sus almas». Entre las donaciones de Daguí se encontraban una casa con su huerto y otra para su uso como casa rectoral. 
El conde Wifredo el Velloso encargó a Daguí la dirección del monasterio de Santa María de Ripoll hacia el año 880, siendo su primer abad y el que consagró su iglesia en el año 888. La iglesia de Sant Andreu, fue de esta manera, una de las primeras dotaciones al monasterio de Ripoll, años después el 26 de junio del 899 nuevas compras realizadas por Daguí de unas viñas situadas en Gréixer pasaron a formar parte de las propiedades del monasterio. La iglesia de Sant Andreu siguió siendo la parroquial del pueblo y recibiendo legados testamentales con los que se hicieron nuevas obras en el siglo XII, esta construcción es la que se conserva con los arreglos realizados durante la restauración realizada en 1957.

## Edificio
La factura de la iglesia presenta una nave única rectangular con bóveda de cañón de arco de medio punto y un ábside semicircular en la parte de la cabecera situada al este, cubierto con bóveda de cuarto de esfera.
La parte exterior tiene un tejado a dos aguas con teja árabe y de pizarra en el ábside, así como un pequeño campanario de espadaña que se encuentra sobre el muro a los pies del templo con dos aberturas de arco de medio punto, en los que se sitúan las campanas. La iluminación se obtiene a través de unas ventanas de doble derrame, distribuidas en los muros y en el centro del ábside, todas de arco de medio punto y adinteladas.
La puerta de entrada forma con sus dovelas un arco de medio punto y está situada sobre el muro norte, en la restauración realizada en 1957 se repuso la puerta de madera de dos hojas con adornos de herrería en espiral típicos de la época románica.